# Jan I van Amstel
Jan I, heer van Amstel (ca.1270 - 1345) was leenheer van Amstelland en landheer van Heeswijk, Dinther, Lopik en Schalkwijk.

## Biografie
Jan I was een zoon van Gijsbrecht IV van Amstel en van Johanna van der Lede. Sommige bronnen twijfelen hier over en denken aan een vrouw uit het geslacht Meernheim waar Jans moeder afkomstig van was. Hij wordt in 1290 tegelijk met zijn vader in een charter genoemd. Hij heeft in de moord op graaf Floris V van Holland geen daadwerkelijk aandeel gehad, maar moest evenals zijn vader Amstelland ontvluchten. Tien jaar later werd hij echter in het net tot stadsrechten erkende Amsterdam binnengehaald en daar als hun heer opgenomen en leek enigszins hersteld te zijn als heer van Amstelle. Hij was dan ook heerser van Amsterdam tijdens het beleg van Amsterdam dat kort daarop volgde. Na ongeveer een jaar moest hij reeds weer de wijk nemen. Kroniekschrijvers dachten dat hij naar Pruisen was vertrokken (het hedendaagse Noord-Polen), later werd dit ook opgenomen in Joost van den Vondels werk Gysbrecht.
Hij vertrok naar het Hertogdom Brabant waar hij al in het bezit was van de heerlijkheden Heeswijk en Dinther en in de Betuwe gelegen gebieden van Lopik en Schalkwijk. Hij werd betrokken in de geschillen tussen graaf Reinoud van Gelder en diens gelijknamige zoon (1319). In 1344 komt zijn naam voor het laatst voor in een akte betreffende een geschil dat hij had met ridder Jan van Lievendaal over een bezit. In de akte uit het archief Nordrhein Westfalen staat dat Otto, heer van Cuyk, de vete heeft beslecht in het voordeel van Lievendaal. Jan huwde met een nog onbekende vrouw, en kreeg vier zonen en twee dochters met haar;
- Jan II van Amstel (ca. 1295 - tussen 4 april 1321 en 18 september 1328)
- Gerard van Amstel (ca. 1297-1351), kanunnik, later vermeld als ridder
- Henric van Amstel (1300-1348), kanunnik OLV Kerk te Maastricht
- Elisabeth van Amstel (1300-1351), door huwelijk vrouwe van Oyen
- Jutta van Amstel (1305-1331), Zij trouwde met Jan van Haren van Borgharen, heer van Voerendaal
- Willem van Amstel (1310-1378). Hij trouwde met Margriet van Hagendoorn, erfdochter van Moyland (ca. 1330-18 september 1410)